# Usenetcultuur
Usenetcultuur is een verzamelbegrip om de cultuur van Usenet mee aan te duiden.

## Gebruikers
Usenetgebruikers zijn onder te verdelen in posters en lurkers.
- Een poster plaatst berichten in een nieuwsgroep.
- Een lurker is iemand die alleen berichten leest.

Ook wordt er soms onderscheid gemaakt naar regulars en newbies:
- Een regular is iemand die regelmatig aan de discussies in een nieuwsgroep deelneemt.
- Een newbie is iemand die pas sinds kort op Usenet of aan een bepaalde nieuwsgroep meedoet. De afgeleide term oldby wordt weleens gebruikt om een oude rot mee aan te duiden. Newbies vallen vaak op, omdat ze de ongeschreven gedragsregels van Usenet (de zogeheten nettiquette) nog niet helemaal beheersen.

Het wordt over het algemeen beleefd gevonden als een abonnee (subscriber) van een nieuwsgroep eerst een tijd lurkt voor hij of zij post. 'Abonnee' is wellicht een wat misleidende term, omdat er geen lidmaatschap verbonden is aan deelname aan een nieuwsgroep.
Iemand die het eerste bericht van een 'thread' (zie onder organisatie) plaatst, wordt soms de OP (Oorspronkelijke Poster) of TS (Topic/Thread Starter) genoemd. Dit is handig als de OP een vraag had gesteld en er aan deze poster gerefereerd moet worden.
Een kook is iemand die zich als een gek gedraagt. Vaak doen mensen dat om aandacht te trekken of om reacties uit te lokken. In zo'n geval wordt iemand een troll genoemd. De term troll kan zowel slaan op het provocerende bericht als op de persoon die het bericht plaatst.

## Organisatie

### Technisch
Usenetberichten worden in een nieuwsgroep geplaatst. Nieuwsgroepen zijn onderverdeeld in hiërarchieën. Zo behoren veel Nederlandstalige nieuwsgroepen tot de nl-hiërarchie, wat terug te zien is in namen als nl.sport.voetbal, nl.misc enzovoorts. Net als de term "abonnee" is wellicht ook de term 'nieuwsgroep' ongelukkig gekozen, omdat de te plaatsen berichten zelden nieuws bevatten.
De naam van een hiërarchie wordt soms afgekort met het jokerteken voor 'nul of meerdere willekeurige tekens', de asterisk. De nl-hiërarchie kan bijvoorbeeld worden aangeduid met nl.*.

### Gemeenschap
De gebruikers van Usenet bepalen zelf wat de geldende regels zijn. Dit gebeurt op een informele manier.
In de nl-hiërarchie is er een speciale plaats om over usenetcultuur en regels te praten, namelijk nl.internet.usenet, maar het onderwerp speelt door de hele hiërarchie heen. Vaak gebeuren zulke gesprekken ook in nl.misc of nl.newsgroups.

## Topic
Het onderwerp van een nieuwsgroep wordt ook wel met zijn Engelse naam aangeduid: topic. Als een posting niet bij het onderwerp van de groep past, heet het off-topic.
Het plaatsen van een bericht in een nieuwsgroep terwijl een andere nieuwsgroep geschikter zou zijn geweest, wordt over het algemeen onwenselijk geacht (best-fit principe).
Welke onderwerpen toepasselijk zijn voor een bepaalde nieuwsgroep, staat vaak beschreven in het charter van die groep. In dit document staan vaak ook andere regels die voor een groep gelden, bijvoorbeeld of hij gemodereerd is.
Het onderwerp van een nieuwsgroep staat vaak ook kort beschreven in de Eenregelige Omschrijving (afgekort tot ERO).
Ook het plaatsen van postings die wel bij de nieuwsgroep passen, kan als ongewenst worden geacht. Dit is het geval bij vragen die in de FAQ worden behandeld.
Ook hebben sommige nieuwsgroepen in de loop der tijd een eigen cultuur ontwikkeld. Zo worden vragen naar illegale kopieën van muziek in nl.muziek vaak nogal bot afgedaan door de muziekliefhebbers die vinden dat men voor muziek dient te betalen. Het is vaak aan te raden om een tijdje te lurken alvorens een eerste bericht te schrijven, om zo de cultuur in de betreffende groep een beetje te leren kennen.

### FAQ
In een nieuwsgroep komen en gaan mensen voortdurend. Iemand kan een tijdje een nieuwsgroep volgen en zo regular worden. Na verloop van tijd zijn bepaalde onderwerpen uitentreuren besproken.
Newbies roeren die onderwerpen vaak opnieuw aan, omdat ze niet lang genoeg gelurkt hebben.
Regulars gingen op een gegeven moment bepaalde veel voorkomende vragen en hun antwoorden bundelen in zogeheten FAQs. De afkorting FAQ staat voor Frequently Asked Questions. In het Nederlands wordt ook weleens VVV gebruikt, wat voor Veel Voorkomende Vragen staat. Newbies worden geacht de FAQ te lezen voordat ze hun vragen posten.

### Quoten
Quoten (van het Engelse 'quote') is het citeren van tekst waarop gereageerd. Dit is een nuttig gebruik, omdat soms de posting waar op gereageerd wordt, niet meer op de nieuwsserver aanwezig is. Daarnaast kan quoten nuttig zijn als binnen een posting meerdere zaken worden aangesneden: opdat duidelijk is op welk van de zaken wordt gereageerd, wordt telkens dat deel van de oorspronkelijk posting geciteerd, gevolgd door een antwoord.
Dat iets een citaat is, wordt vaak duidelijk gemaakt met een quoteteken: meestal is dat het teken '>' dat aan het begin van elke geciteerde regel staat. Wordt er op de reactie weer gereageerd, dan kan er een reeks van zulke tekens ontstaan. Sommige e-mail/nieuwslezers markeren deze regels met een kleur.
Correct quoten is echter een kunst. Er wordt veel gescholden op 'bovenquoten', waarmee wordt bedoeld dat de reactie bovenaan het oorspronkelijke bericht staat. Het zou eigenlijk 'onderquoten' moeten heten. Hieronder komen enkele voorbeelden.
| oorspronkelijk bericht: | commentaar |
| --- | --- |
| Hallo vrienden! Mijn tante heeft een vijver vol met goudvissen. Wie kan me iets over goudvissen vertellen? Zijn ze van goud gemaakt? Henk                                                 | Dit is een vraag. Hieronder komen de reacties. |
| bovenquoten, eerst de reactie dan het bericht: | commentaar |
| Ik! Nee, dat lijkt maar zo. Bram Henk schreef: Hallo vrienden! Mijn tante heeft een vijver vol met goudvissen. Wie kan me iets over goudvissen vertellen? Zijn ze van goud gemaakt? Henk  | Bram maakt een veel geziene beginnersfout. Het antwoord staat bovenaan, gevolgd door het volledige oorspronkelijke bericht. |
| eerst het bericht, dan de reactie: | commentaar |
| Henk schreef: Hallo vrienden! Mijn tante heeft een vijver vol met goudvissen. Wie kan me iets over goudvissen vertellen? Zijn ze van goud gemaakt? Henk Ik! Nee, dat lijkt maar zo. Alice | Alice heeft al geleerd dat het antwoord onderaan moet staan. Ze citeert echter de volledige vraag, inclusief de niet-relevante delen zoals de aanhef en de ondertekening. Bovendien is nog steeds niet duidelijk welk antwoord bij welke vraag hoort.                                                                                          |
| correcte reactie: | commentaar |
| Henk schreef: >Wie kan me iets over goudvissen vertellen? Ik! >Zijn ze van goud gemaakt? Nee, dat lijkt maar zo. Arie                                                                     | Het programma van Arie is ingesteld om vóór elke geciteerde regel het teken '>' te zetten. Veel programma's reageren daarop door de regel met een kleur te markeren (de kleur is zelf geen onderdeel van het bericht). Arie heeft de irrelevante delen van het citaat weggehaald en hij geeft elk antwoord direct onder de bijbehorende vraag. |

Bovenquoten is voor veel Usenetgebruikers een probleem omdat een e-mail/nieuwsclient de cursor bovenaan de tekst waarop men reageert plaatst. Dat is goed, want degene die antwoord geeft moet het oorspronkelijke bericht doorlezen, de antwoorden ertussenin zetten en irrelevante delen verwijderen.
Een tweede probleem is dat vaak tekst wordt geciteerd waar niet op wordt gereageerd, waardoor sommige tekstpostings steeds groter worden.
Volgens sommigen is het voordeel van bovenquoten dat de reactie van iemand bovenaan zijn bericht staat, waardoor niet het hele bericht gecontroleerd hoeft te worden. Dat standpunt gaat voorbij aan het feit dat een reactie in een discussie altijd in de context gelezen moet worden - de reactie op zich is alleen van waarde als voor de lezer duidelijk is waarop gereageerd wordt. Die duidelijkheid ontbreekt vaak bij bovenquoten, omdat de hele voorgaande posting wordt gequote en voor de lezer niet duidelijk is op welk deel van de posting nu precies wordt gereageerd.

## Misbruik
De regels van internet zijn ongeschreven: Wie zich er niet aan wil houden, doet dat niet. Dit tot groot ongenoegen van de overige gebruikers, die soms alle mogelijke middelen gebruiken om misbruik tegen te gaan.

### Spam, multi-posten en kruisposten
Het bekendste misbruik van Usenet is ongetwijfeld spam. In zijn engste definitie betekent spam een posting die over vele nieuwsgroepen wordt verspreid, waar hij vrijwel per definitie off-topic en dus ongewenst is. In de loop der tijd is de betekenis van spam sterk verwaterd; zo wordt ook een enkel ongevraagd e-mailbericht van commerciële aard als spam betiteld. In die vorm is het sinds kort door de EU verboden.
Het multiposten van berichten wordt vaak ook als misbruik gezien, omdat het onnodig veel bronnen gebruikt. Multiposten betekent dat een en hetzelfde bericht meerdere keren (vaak kort achter elkaar) naar verschillende nieuwsgroepen wordt gepost. Dit betekent dat elke nieuwsserver het bericht meerdere keren moet doorgeven.
Crossposten betekent dat hetzelfde bericht een keer wordt gepost, maar in meerdere nieuwsgroepen zichtbaar is. Het is daarom een beter alternatief voor multiposten. Toch kan ook crossposten ongewenst zijn, als dat betekent dat het niet meer binnen het onderwerp van ingesloten nieuwsgroepen past.
Zie ook: Crosspost vs. Multipost

### Commercie, binary's, en HTML-postings
Andere vormen van misbruik zijn al genoemd of vallen onder de nettiquette. Vier daarvan komen relatief zo vaak voor, dat ze hier expliciet genoemd mogen worden.
Het posten van commerciële berichten in niet daarvoor bestemde nieuwsgroepen wordt in het bijzonder als misbruik ervaren, omdat Usenetgebruikers van oudsher alle commerciële postings als ongewenst ervaren. In de loop der tijd zijn er speciale (sub)hiërarchieën gevormd die expliciet voor het plaatsen van commerciële berichten zijn bedoeld. In de nl-hiërarchie is dat bijvoorbeeld de nl.markt-subhiërarchie. Binnen nl.* mogen commerciële berichten alleen in nl.markt.* worden geplaatst (met een enkele uitzondering: in nl.internet.www.announce mogen bijvoorbeeld ook bedrijfswebsites worden aangekondigd).
Het posten van binaryberichten wordt als storend ervaren vanwege een groot aantal redenen. Usenet is als een tekstmedium opgezet: zo wordt elk bericht naar elke mogelijke nieuwsserver gekopieerd. Als een bericht ontzettend groot is (dat is bij een binary bijna automatisch het geval), betekent dat een extra belasting voor de nieuwsserver. Ook voor binaryberichten zijn er aparte (sub)hiërarchieën. De Nederlandse hiërarchie nl.* voert geen binarynieuwsgroepen, om de brede verspreiding van zijn nieuwsgroepen te waarborgen. Veel ISP's voeren geen binarygroepen en om administratieve redenen voeren ze ook niet de ouderhiërarchieën van die groepen.
Het posten in andere tekensets dan ASCII en het posten in coderingen die niet door iedereen te lezen zijn (zoals HTML) wordt ook niet als wenselijk ervaren. Hiermee worden namelijk lezers uitgesloten die deze coderingen niet begrijpen of waarvan de software de codering niet ondersteunt. Een uitzondering vormt het coderen van een deel van de posting met Rot13. Dit mag gebruikt worden om spoilers te verbergen. Een spoiler is een tekst die iets verklapt wat voor sommige lezers verborgen had moeten blijven, bijvoorbeeld de clou van een mop, de oplossing van een puzzel of de uitkomst van een film of boek.
Ten slotte wordt ook het posten van aanhangsels als onwenselijk ervaren.